# Autobahn 10 (Belgien)
Die belgische Autobahn 10, französisch Autoroute 10, niederländisch Autosnelweg 10 genannt, verläuft durch die belgische Region Flandern und verbindet die Städte Ostende, Brügge, Gent und Brüssel miteinander.
Von Jabbeke nach Brüssel ist die A10 Teil der Europastraße 40.

## Autobahn und Umgebung
Die Autobahn ist die Verbindung der belgischen Hauptstadt Brüssel mit der Nordsee. Eine Straße führt direkt vom Hafen von Ostende zur Autobahn.
Die Autobahn verläuft immer parallel zur Bahnlinie, welche Ostende mit Gent und Brüssel verbindet, und ab Gent außerdem parallel zur Hochgeschwindigkeitsstrecke Gent – Brüssel.

## Autostraßen
An folgenden Anschlussstellen kreuzt sich die A10 mit einer Auto- bzw. Schnellstraße:
- Ostende: mit zwei Fortsetzungen der Autobahn
- Autobahnkreuz mit A18 in Jabbeke: nach Veurne – Frankreich
- Jabbeke: mit der N377 nach De Haan
- Autobahnkreuz mit A17 in Brügge: nach Kortrijk und als N31 nach Brügge – Zeebrügge
- Aalter: N44 nach Maldegem (N49 nach Knokke-Heist)
- Autobahnkreuz mit A14 in Gent: nach Kortrijk und Antwerpen
- Aalst: N45 nach Ninove – Aalst – Dendermonde und Innenstadtzubringer Aalst
- Autobahnkreuz mit R0 in Groot-Bijaarden: Alle Richtungen
- Brüssel-Ganshoren: Fortsetzung als Allee in Richtung Innenstadt

## Bilder

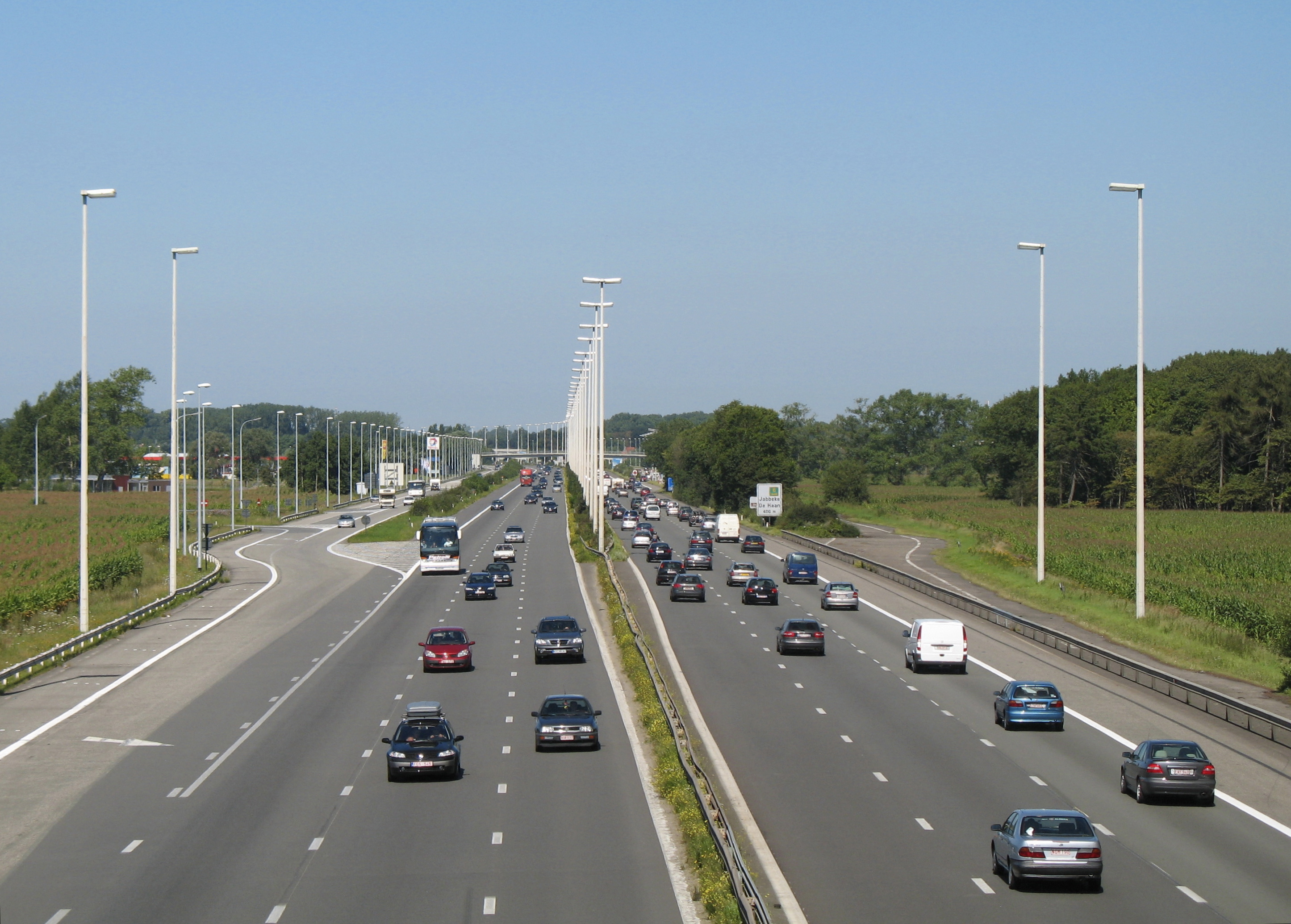
Die A10 bei Jabbeke
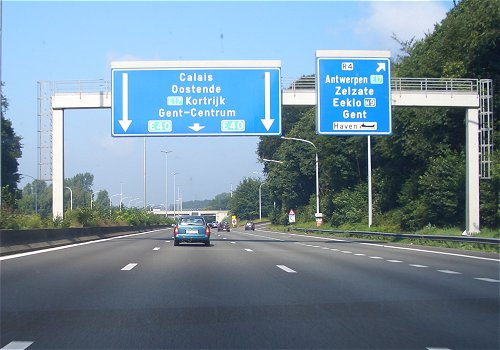
Die A10/E40 bei Ausfahrt R4 Gent
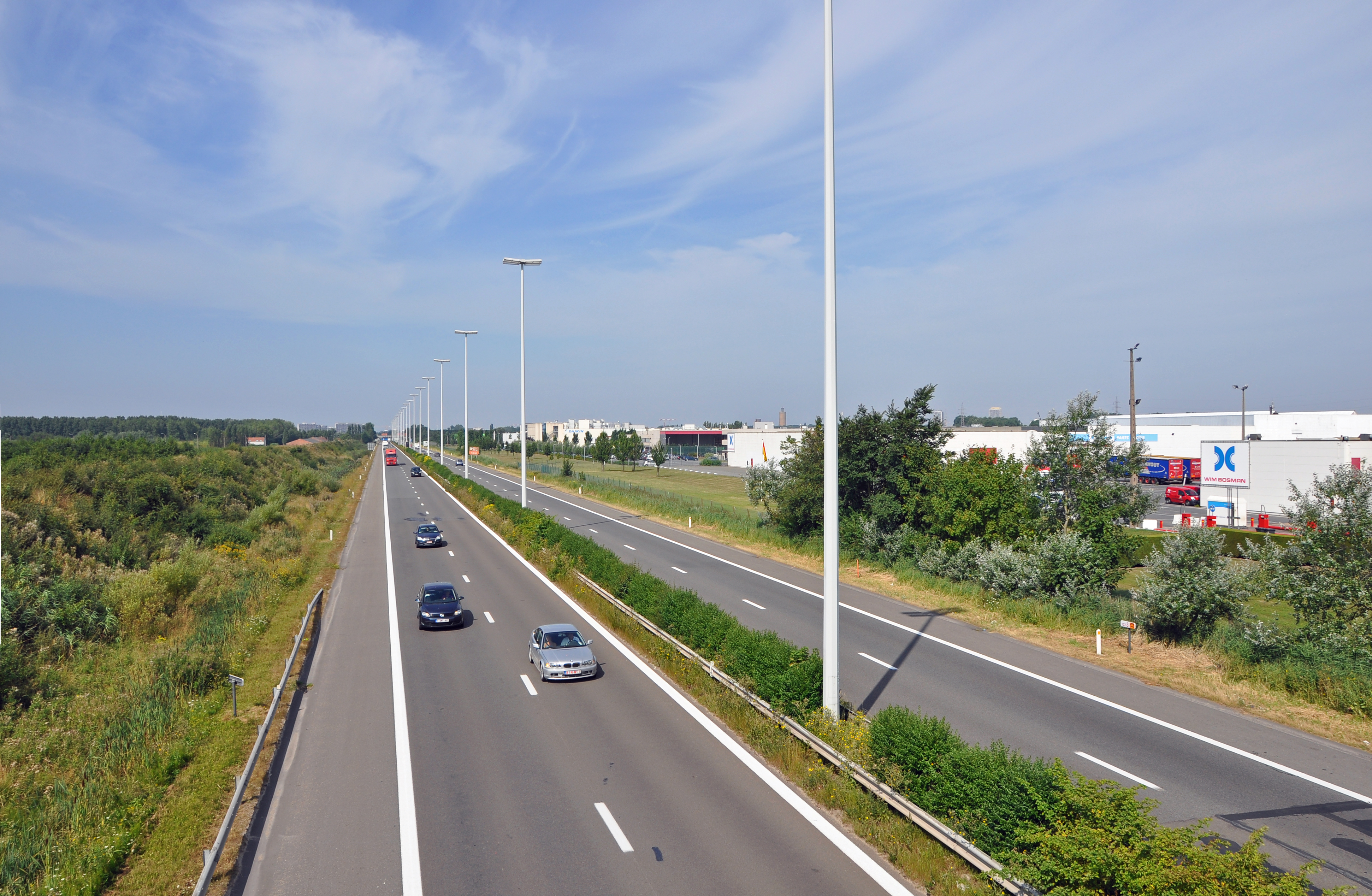
Die A10 bei Ostende